# Nolan Siegel
Nolan Siegel (Palo Alto, 8 de novembro de 2004) é um automobilista dos Estados Unidos. Atualmente compete na IndyCar Series pela equipe Arrow McLaren IndyCar Team, depois de rápidas passagens pelas equipes Dale Coyne Racing e Juncos Hollinger Racing em 2024. Venceu as 24 Horas de Le Mans de 2024 na classe LMP2.

## Biografia
Nolan Siegel nasceu em Palo Alto, Califórnia, e é filho de Annette Cholon Siegel, cirurgiã plástica formada em Standford, e de Mark Siegel, executivo formado na MIT e diretor da Menlo Ventures, uma empresa de capital de risco que patrocina equipes da IndyCar, e também financia a carreira de Nolan. Ele tem uma irmã mais velha chamada Sophia, que compete no time de hipismo de Standford. Nas horas vagas, o piloto toca violão e anda de mountain bike.

## Carreira

### Anos iniciais
Siegel estreou no automobilismo disputando competições de kart, em 2018, e um ano depois iniciou a carreira nos monopostos competindo na USF2000 Championship pela Newman Wachs Racing, além de ter participado de 2 provas da Fórmula 4 Norte-Americana pela equipe do ex-piloto Jay Howard, onde disputaria mais um campeonato. Ele ainda faria a temporada 2019–20 da Fórmula 4 NACAM pela Scuderia Martiga EG, obtendo um pódio na etapa de Puebla.
Em 2021, continuou na USF2000, desta vez pela equipe DEForce Racing, conquistando sua primeira vitória em monopostos na etapa do New Jersey Motorsports Park. Pelo mesmo time, disputa a etapa de Gateway Indy Pro 2000 e surpreende ao terminar na quinta posição. Para 2022, a equipe anuncia a permanência de Siegel para a temporada completa, com o californiano somando 6 pódios (2 vitórias, 3 terceiros lugares e uma segunda posição), 2 pole positions e uma volta mais rápida. Foi o quarto colocado, com 333 pontos, cinco a menos do que o terceiro Enaam Ahmed, 57 a menos do que o vice-campeão Reece Gold e 118 a menos do que o campeão da temporada, Louis Foster.

### Indy Lights
Ainda em 2022, Siegel é promovido para a Indy Lights (atual Indy NXT) para disputar a rodada dupla de Laguna Seca pela equipe Dale Coyne Racing, numa associação com a HMD Motorsports. Fez dois Top-10, sendo o décimo sétimo e último colocado, com 42 pontos.

### Indy NXT
Em 2023, em tempo integral na categoria, renomeada Indy NXT, Siegel conquista 5 pódios (2 vitórias e 3 segundos lugares) e marca 2 vezes a volta mais rápida (Road America e Portland), terminando a temporada na terceira posição, com 415 pontos, atrás do vice Hunter McElrea por 59 pontos e atrás do campeão Christian Rasmussen por 124 pontos. Seus resultados o colocaram como o melhor estreante do ano, com cinco pontos de vantagem sobre Louis Foster, vice entre os novatos e quarto colocado na classificação geral.
Siegel renovou com a HMD para 2024, visando brigar pelo título. Fez as cinco primeiras corridas da temporada, vencendo a de abertura, em São Petersburgo, e fazendo mais dois pódios, chegando a liderar o campeonato. Ele teria corrido também na sexta corrida em Road America, mas se ausentou por ter sido chamado para correr na IndyCar, com Kiko Porto o substituindo nessa rodada, e Christian Brooks fazendo as corridas restantes. Quando Siegel deixou a categoria, ele estava em terceiro lugar, mas terminou sendo ultrapassado por seus adversários, ficando em décimo sétimo, com 177 pontos.

### Corridas de resistência
Siegel ainda disputou etapas do Michelin Pilot Challenge, IMSA Prototype Challenge, Asian Le Mans Series, GT World Challenge America, Intercontinental GT Challenge, e na IMSA SportsCar Championship, onde em 2023, se destacou fazendo pódios nas 24 Horas de Daytona, e em Indianápolis pela Sean Creech Motorsport na classe LMP3 com João Barbosa, Nico Pino e Lance Willsey, além de ter vencido as 6 Horas de Watkins Glen com a CrowdStrike Racing na LMP2, ao lado de Ben Hanley e George Kurtz, e a Petit Le Mans, também na LMP2, mas com a JR III Motorsports ao lado de Bijoy Garg e Garett Grist. Retornou à Daytona em 2024 pela Sean Creech, correndo com João Barbosa, Jonny Edgar e Lance Willsey, mas não completou a prova.
Fez sua estreia na 92ª edição das 24 Horas de Le Mans, onde pilotou um Oreca 07-Gibson da United Autorsports, em parceria com o compatriota Bijoy Garg e o britânico Oliver Jarvis. Largando em quinto lugar na classe LMP2 e em 28º no geral, o trio venceu na sua categoria e chegou na 15ª posição entre todos os pilotos inscritos que terminaram a prova.

## IndyCar Series

### Dale Coyne

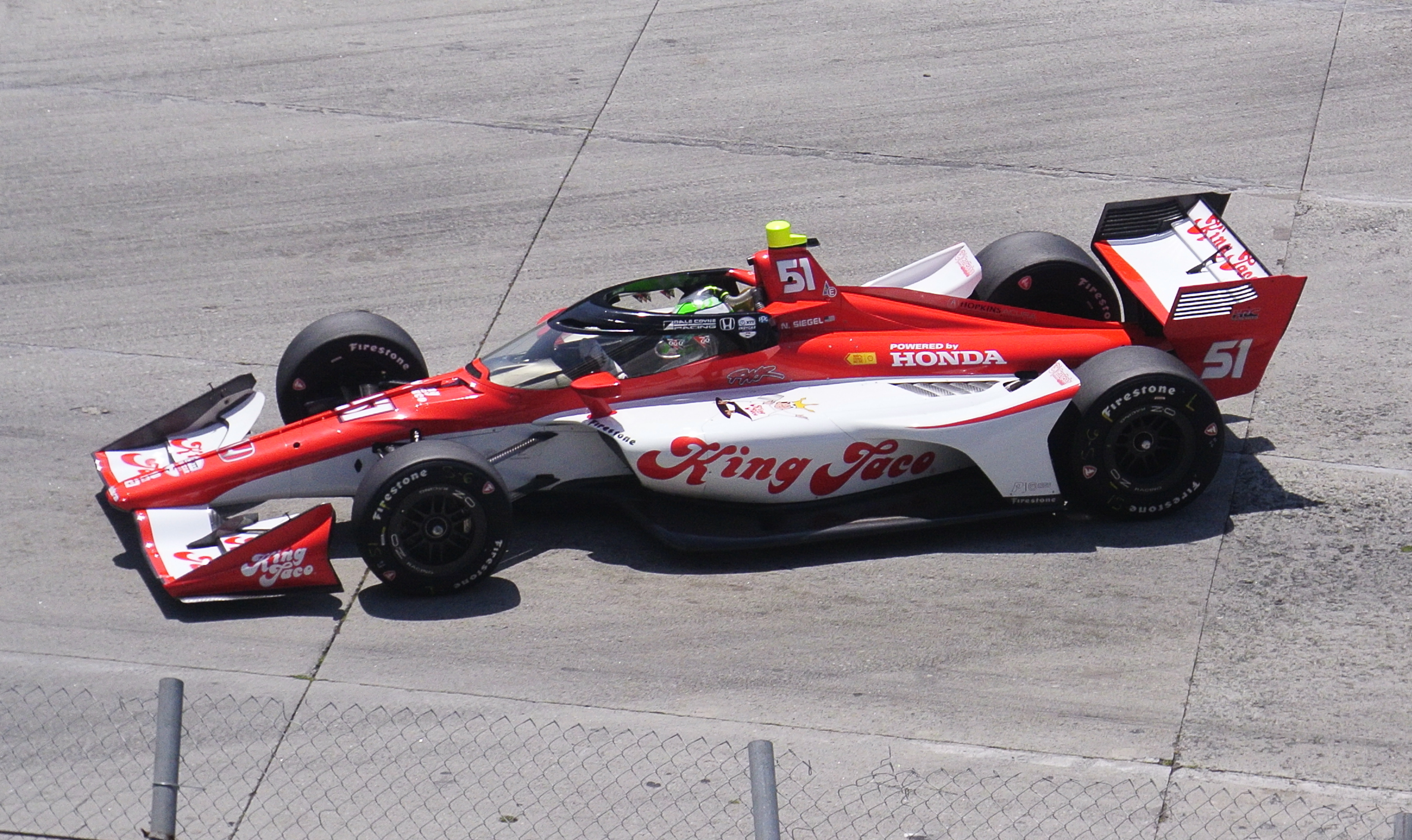
Siegel pilotando o carro nº 51 da Dale Coyne em Long Beach em 2024

Em março de 2024, a Dale Coyne Racing anunciou que Siegel seria um dos pilotos do time na IndyCar Series, participando das provas que não coincidiam com a temporada da Indy NXT.
Depois de não conquistar uma vaga no grid da prova extracampeonato do Thermal Club, estreou no GP de Long Beach, terminando em vigésimo lugar. Nas 500 Milhas de Indianápolis, foi o primeiro piloto a marcar tempo no Bump Day e, por alguns minutos, deixou Marcus Ericsson e Graham Rahal de fora da corrida, porém em sua última tentativa, perdeu o controle de seu Dallara-Honda #18 e bateu na curva 2, não obtendo a classificação.

### Juncos Hollinger
Em 7 de junho, a Juncos Hollinger Racing anunciou que Siegel assumiria a vaga de Agustín Canapino depois que o piloto argentino decidiu se afastar após o primeiro treino livre da etapa de Road America, depois da polêmica em que ele se envolveu com Théo Pourchaire durante e após o GP de Detroit. Siegel correu no carro número 78, foi companheiro do ex-F1 Romain Grosjean e terminou a prova de Road America na 23ª colocação.

### Arrow McLaren

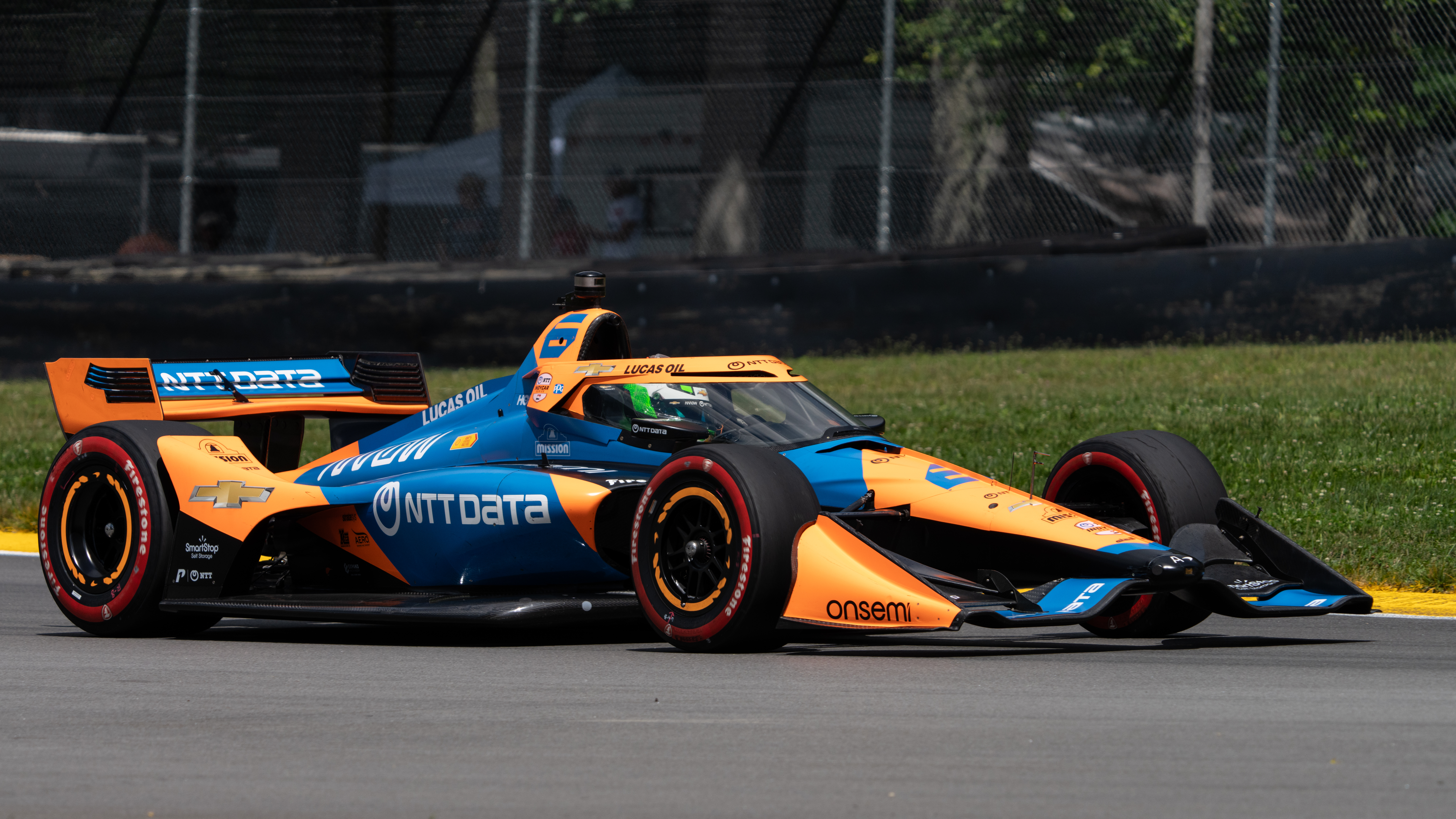
Siegel pilotando a McLaren nº 6 em Mid Ohio em 2024

Onze dias depois de ter sido anunciado na JHR, a Arrow McLaren surpreendeu ao anunciar a contratação de Siegel para a vaga de Théo Pourchaire, que havia sido efetivado até o final do campeonato. Com isso, Siegel passou a ocupar o carro de número 6, que era de David Malukas e também já tinha passado por Callum Ilott, e o californiano foi o mais novo companheiro de Pato O'Ward e Alexander Rossi. Siegel completou oito das dez provas que fez pela McLaren e conseguiu um Top-10 em Gateway, corrida em que ele chegou a liderar por oito voltas, mas por conta de uma punição por excesso de velocidade no pit-lane, ele terminou em sétimo, o que deixou o piloto insatisfeito, já que ele se viu com chances de alcançar um pódio ou até mais. O californiano encerrou 2024 com 154 pontos e o 23º lugar, sendo também o quarto melhor estreante.
Siegel segue na McLaren para 2025 na companhia de O'Ward e ele também terá Christian Lundgaard, substituto de Rossi, ao seu lado.